# Heini Havreki
Heini Jonssøn Havregster, dänisch: Heine Johnsen Havreke, färöisch: Heini Jónsson, genannt Havreki Heini der Schiffbrüchige (* 1514 (?) in Bergen, Norwegen; † 1576 in Radøy) war ein norwegischer und färöischer Pfarrer.
1541 wurde er nach der Reformation auf den Färöern (1538/39) als erster evangelischer Pfarrer in Nes (Eysturoy) geweiht. 1557–1566 war er der erste Propst der Färöer, nachdem das Bistum Färöer niedergelegt wurde und an Bergen fiel.
Der färöische Seeheld Magnus Heinason ist ein Sohn von Heini Havreki. Viele heutige Färinger blicken auf eine Abstammung von ihm zurück.

## Leben und Wirken
Heini Havreki war angeblich Sohn des isländischen katholischen Pfarrers Jon Haraldson (1480–?), der sich in Bergen niederließ. Gegen diese Theorie spricht, dass Heini kein isländischer, sondern eher ein holländischer oder deutscher Vorname ist.
Er war verheiratet mit Herborg aus Húsavík († 1542). Sie hatten den Sohn Jógvan Heinason (1541–1602, späterer Løgmaður der Färöer) und die Tochter Herborg (* 1542). Als seine Frau Herborg starb, heiratete er etwa 1545 die Norwegerin Gyri Arnbjørnsdatter, mit der er den Sohn Magnus Heinason (1545–1589) hatte, der auf den Färöern noch heute als Nationalheld verehrt wird.
Es wird erzählt, dass der junge Bergener Theologiestudent Heini Havreki zusammen mit sechs anderen Kommilitonen einen Ausflug mit einem Ruderboot unternehmen wollte. Dann kam ein Sturm auf. Sie trieben auf offene See hinaus. Bald ging der Proviant zur Neige. Den Männern ging es zusehends schlechter. In der siebenten Nacht erreichten sie Húsavík auf der Insel Sandoy, die zu den Färöern gehört. Mit letzter Kraft schleppte Heini seine Kameraden an Land. Sie wurden im Morgengrauen von einer jungen Frau namens Herborg gefunden, die ihnen einen Pferdestall als Unterkunft einrichtete. Einer der Männer starb. Die anderen fünf nahmen das erste Schiff zurück nach Norwegen. Heini aber blieb bei Herborg auf den Färöern.
Es kursieren auch andere Geschichten, denen zufolge Heini in Nes auf Eysturoy oder auf den Nordinseln strandete. Die Leute von Nes erzählen, dass er der einzige Überlebende an Bord war und ein Gelübde ablegte, an dem Ort seiner Rettung eine Kirche zu bauen und fortan Gott zu dienen. Seine Kameraden sollen den Schiffbruch nicht überlebt haben und in Nes begraben sein. Die Geschichte soll sich 1530 zugetragen haben. Die alte Kirche von Nes soll er an der nächstgünstigen Stelle gebaut haben. Das Holz hierfür bekam er von Verwandten aus Norwegen.
Vielleicht kam er ganz normal mit einem Handelsschiff aus Bergen, und die Geschichte mit dem Schiffbrüchigen, der seine Braut fand, ist nur ein Märchen. Es existiert eine Quittung über eine Holzlieferung vom 2. August 1533, wo er als Gemeindepfarrer der Insel Streymoy erwähnt wird. 1534 wurde er Gehilfe (famulus) des letzten katholischen Bischofs Ámundur Ólavsson in Kirkjubøur. 1538 wurde er Priester für Eysturoy, ohne dort seinen Amtssitz zu haben.
Als Assistent des Bischofs war Heini Havreki überall auf den Färöern unterwegs und verbreitete die Kunde der Reformation in anderen Ländern. Als sie über Bergen 1538 die Färöer erreichte, wurde Bischof Ámundur 1539 vom norwegischen König abgesetzt.
Zur Ólavsøka (29. Juli) 1541 wurde Heini Havreki vom neuen lutherischen Superintendenten Jens Riber zum evangelischen Pfarrer von Eysturoy geweiht. Die Kirche von Nes war damit die erste evangelische Kirche des Landes. Die Gemeinde existiert noch heute, siehe Fríðrikskirkjan.
Später wurde Heini Havreki zum Stellvertreter des Bischofs ernannt. 1557 fiel das Bistum Färöer an das Bistum Bergen und die Färöer wurden zu einer Propstei mit Amtssitz im próstagarður in Oyndarfjørður auf Eysturoy herabgestuft. Nach dem Weggang Ribers nach Stavanger stand Heini Havreki ab 1558 als erster färöischer Propst für die folgenden acht Jahre an der Spitze der kirchlichen Hierarchie auf den Färöern. Erst 1963 wurde das Amt des Propstes auf den Färöern zum Stellvertretenden Bischof erhoben, 1990 das Bistum Färöer wiederhergestellt und 2007 die Färöische Volkskirche als selbständige Staatskirche gegründet.
1566 ging Heini Havreki zurück nach Norwegen, wo er in Radøy eine eigene Pfarrei erhielt und zehn Jahre später verstarb.